# La valle dei monsoni
La valle dei monsoni (Three Faces West) è un film del 1940 diretto da Bernard Vorhaus.
È un film drammatico statunitense a sfondo romantico con John Wayne, Sigrid Gurie e Charles Coburn.

## Trama
Il dottor Karl Braunn (Charles Coburn) e la figlia  ventenne Leni (Sigrid Gurie), arrivano negli Stati Uniti in fuga dall'Austria appena annessa alla Germania nazista e ben presto si fanno apprezzare divenendo, rispettivamente, medico e infermiera di un piccolo paese del Nord Dakota. La cittadina si trova in una zona conosciuta come Dust Bowl e, in quel periodo, è duramente colpita dalla siccità e dalle conseguenti tempeste di polvere. I contadini e cittadini locali provano a salvare le loro fattorie e la stessa città con l'adozione di metodi di agricoltura più recenti ma inutilmente. Vengono, così, convinti dal Dipartimento dell'Agricoltura e dalle continue e avverse condizioni meteorologiche ed ambientali, a spostarsi in massa verso una zona non colonizzata dell'Oregon, dove una nuova diga creerà un approvvigionamento costante di acqua e permetterà loro di costruire una nuova comunità agricola.
Come una moderna versione di una carovana di pionieri, la comunità si sposta in Oregon sotto la guida di John Phillips (John Wayne), non senza divergenze di opinione che causano diversi motivi di attrito tra i suoi componenti. Lungo la strada, il dottore e sua figlia vengono a sapere che Eric von Scherer (Ronald Warno), il fidanzato di Leni che l'aveva aiutata a fuggire, insieme al padre, dal suo Paese, non è stato ucciso dai nazisti in Austria ed adesso si trova negli U.S.A. I due, quindi, fanno una deviazione per raggiungere San Francisco. In segno di gratitudine la ragazza sarebbe disposta a sposare il giovane ma scoprono che egli è diventato un esponente nazista di spicco e, pertanto, le loro diverse ideologie rendono impossibile il matrimonio. Karl e Leni finiscono quindi per ritornare sui loro passi e si ricongiungono alla comunità appena trasferitasi in Oregon, dove la ragazza sposa Phillips.

## Produzione
Il film, diretto da Bernard Vorhaus su una sceneggiatura di F. Hugh Herbert, Joseph Moncure March, Samuel Ornitz e Doris Anderson (quest'ultima non accreditata), fu prodotto da Sol C. Siegel per la Republic Pictures e girato nelle Alabama Hills a Lone Pine in California nel marzo del 1940 con un budget stimato in 100.000 dollari. I titoli di lavorazione furono Doctors Don't Tell e The Refugee.

## Distribuzione
Il film fu distribuito con il titolo Three Faces West negli Stati Uniti dal 3 luglio 1940 al cinema dalla Republic Pictures.
Alcune delle uscite internazionali sono state:
- nel Regno Unito l'11 novembre 1940 (The Refugee, distribuito dalla British Lion Films)
- in Portogallo il 21 aprile 1943 (A Caminho do Ocidente)
- in Brasile (Fugitivos do Terror)
- in Grecia (Iroikoi protoporoi)
- in Francia (Les déracinés)
- in Spagna (Rutas infernales)
- in Italia (La valle dei monsoni)

## Promozione
Le tagline sono:
- "Back from the living dead.. to claim a ghostly promise of love!".
- "What barrier mars the path of their destiny...the fulfillment of their right to happiness? ".

## Critica
Secondo il Morandini il film è un "curioso melodramma Republic di ambiente western con un insospettato risvolto anticomunista. Il ritmo è così placido da diventare quasi soporifero". Il film soffrirebbe inoltre di una sceneggiatura con "troppo parlato". Secondo Leonard Maltin il film è un "originale dramma" in cui la "Gurie non è proprio la partner perfetta per Wayne". Il film si pregerebbe, però, di una particolare e apprezzabile miscela di elementi tipici dei western e dei film sul nazismo.